# Lorenz Woltersdorf
Lorenz Woltersdorf (* 1651 in Lübeck; † 30. September 1712 ebenda) war Jurist und Ratsherr der Hansestadt Lübeck.

## Leben
Woltersdorf studierte Rechtswissenschaft an der Universität Wittenberg von 1671 bis 1676. Danach bereiste er Frankreich, England und die Niederlande. 1681 wurde er an der Universität Kiel zum Dr. der Rechte promoviert und ließ sich in seiner Heimatstadt Lübeck als Advokat nieder. Er heiratete 1690 eine Tochter des Lübecker Domherrn Pincier und wurde Syndikus des Domkapitels. 1708 wurde er in den Lübecker Rat erwählt.